# Kutuix
Kutuix (en rus: Кутуш) és un poble de l'óblast d'Orenburg, a Rússia, segons el cens del 2010 tenia 314 habitants, és la seu administrativa del districte homònim.